# Серри, Питер
Питер Серри (нидерл. Pieter Serry; род. 21 ноября 1988, Алтер, провинция Восточная Фландрия,  Бельгия ) — бельгийский профессиональный  шоссейный велогонщик, выступающий за команду мирового тура «Deceuninck-Quick Step».

## Достижения
2010
4-й - Cinturó de l'Empordà — ГК
5-й - Tour des Pyrénées — ГК
2011
2-й - Де Вламсе Пейл
9-й - Kattekoers (U-23)
9-й - Тур Баварии — ГК
1-й  — ГрК
2012
3-й - Брабантсе Пейл
6-й - Тур Норвегии — ГК
2013
7-й - Джиро ди Ломбардия
8-й - Классика Сан-Себастьяна
2014
3-й  - Чемпионат мира — командная гонка на время
3-й - Чемпионат Бельгии — индивидуальная гонка
6-й - Trofeo Serra de Tramuntana
10-й - Классика Сюд Ардеш
2015
4-й - Тур Чехии — ГК
1-й - этап 1 (ТTT)
7-й - Классика Сюд Ардеш
2016
4-й - Тур Прованса — ГК
4-й - Классика Сюд Ардеш
5-й - Ля Дром Классик
2017
9-й - Bruges Cycling Classic
10-й - Вуэльта Сан-Хуана — ГК
2018
3-й - Тур Валлонии — ГК
4-й - Чемпионат Бельгии — групповая гонка
4-й - Брабантсе Пейл
5-й - Вуэльта Мурсии
9-й - Дроме Классик
9-й - Страде Бьянке
2019
3-й - Ле-Самен
9-й - Брабантсе Пейл
| ГК  | Генеральная классификация |
| ГрК | Горная классификация      |

### Гранд-туры
| Гонка           | 2013 | 2014 | 2015 | 2016 | 2017 | 2018 | 2019 |
| --------------- | ---- | ---- | ---- | ---- | ---- | ---- | ---- |
| Джиро д'Италия  | —    | 74   | НФ   | 70   | 105  | —    | 38   |
| Тур де Франс    | —    | —    | —    | —    | —    | —    | —    |
| Вуэльта Испании | 50   | НФ   | 62   | 112  | —    | 88   | —    |

| —  | Не участвовал  |
| НФ | Не финишировал |